# Le Roman de Mary
Pour plus de détails, voir Fiche technique et Distribution.
Le Roman de Mary (Stella Maris) est un film muet américain de Marshall Neilan, sorti en 1918.
Un remake sera tourné en 1925, Stella Maris.

## Synopsis
Stella Maris, une petite invalide, est élevée dans la confortable maison de ses oncle et tante, Sir Oliver et Lady Blount. Heureusement inconsciente de la dureté du monde extérieur, Stella attend avec impatience le jour où elle pourra inviter son visiteur favori, John Risca. Ce qu'elle ne sait pas, c'est que John vit un mariage malheureux avec Louise, une alcoolique.
Dans une autre partie de la ville, vit Unity Blake, une orpheline qui a été traitée cruellement toute sa vie. Louise offre d'adopter Unity dans l'espoir d'avoir en permanence sous la main une servante, mais un jour, sous l'emprise de l'alcool, elle bat la jeune fille et la laisse sans connaissance. Lorsque Louise est emprisonnée pour son crime, John adopte Unity, qui en vient rapidement à l'adorer.
Pendant ce temps, la paralysie de Stella est guérie grâce à une opération, mais, lors de ses premières sorties, elle se rend compte de la cruauté du monde. Ayant appris l'existence de la femme de John, qui vient d'être relâchée, Stella, le cœur brisé, refuse de le revoir. Réalisant le dilemme de John, Unity tue Louise puis se suicide, payant ainsi sa dette au seul homme qui ait été gentil avec elle. 

## Fiche technique
- Titre original : Stella Maris
- Titre français : Le Roman de Mary
- Réalisation : Marshall Neilan
- Assistant : Nat G. Deverich (non crédité)
- Scénario : Frances Marion, d'après le roman Stella Maris de William John Locke
- Direction artistique : Wilfred Buckland
- Photographie : Walter Stradling
- Production : Marshall Neilan
- Société de production : Mary Pickford Film Corporation
- Société de distribution : Famous Players-Lasky Corporation
- Pays de production :  États-Unis
- Langue originale : anglais
- Format : Noir et blanc — 35 mm — 1,37:1 — Muet
- Genre : drame
- Durée : 84 minutes
- Date de sortie :
  - États-Unis : 21 janvier 1918
- Licence : domaine public

## Distribution
- Mary Pickford : Stella Maris et Unity Blake
- Conway Tearle : John Risca
- Marcia Manon : Louise Risca
- Ida Waterman : Lady Blount
- Herbert Standing : Sir Oliver Blount
- Josephine Crowell : Gladys Linden
- Gustav von Seyffertitz : le chirurgien